# 요시프 스타니시치
요시프 스타니시치(크로아티아어: Josip Stanišić, 크로아티아어 발음: [jǒsip stǎniʃitɕ]; 2000년 4월 2일 ~ )는 현재 독일 분데스리가의 바이에른 뮌헨에서 뛰고 있는 크로아티아의 축구 선수로 포지션은 라이트백이다.
독일 뮌헨에서 태어났지만 국가대표팀은 부모의 나라 크로아티아를 선택했고 라이트백 외에 센터백, 레프트백 또한 소화할 수 있다.

## 클럽 경력

### 바이에른 뮌헨

#### 22-23 시즌
2023년 3월 19일, 스타니시치는 바이에른 뮌헨이 바이아레나에서 바이어 레버쿠젠에게 1대 2로 패배한 분데스리가 25라운드에서 57분 뱅자맹 파바르와 교체되면서 경기에 투입되었다. 그는 64분 무사 디아비의 다리를 걸어 옐로카드를 받았고 바이어 레버쿠젠은 그의 파울로 프리킥을 하나 획득했다. 98분 바이어 레버쿠젠의 역습 과정에서 스타니시치는 미끄러져 미첼 바커와 얀 조머의 일대일 상황을 만들었으나 조머가 역습을 막았다.
2023년 5월 5일, 바이에른 뮌헨은 스타니시치가 왼쪽 내전근의 근섬유가 찢어지는 부상을 입었으며 이로 인해 약 2주 정도 경기에 출전할 수 없게 되었다고 발표했다.
2023년 5월 16일, 바이에른 뮌헨은 스타니시치가 팀훈련에 복귀해 훈련의 많은 부분들을 소화했다고 발표했다.